# Poecilopsis varia
Poecilopsis varia är en fjärilsart som beskrevs av Harrison. Poecilopsis varia ingår i släktet Poecilopsis och familjen mätare. Inga underarter finns listade i Catalogue of Life.